# Echinosocius dentatus
Echinosocius dentatus is een eenoogkreeftjessoort uit de familie van de Taeniacanthidae. De wetenschappelijke naam van de soort is voor het eerst geldig gepubliceerd in 1961 door Humes & Cressey.